# Antechinus subtropicus
Antechinus subtropicus is een roofbuideldier uit het geslacht van de breedvoetbuidelmuizen. De wetenschappelijke naam van de soort werd voor het eerst geldig gepubliceerd door Van Dyck & Crowther in 2000. Totdat hij in 2000 als een aparte soort werd beschreven, werd deze soort als een vorm van Stuarts breedvoetbuidelmuis (A. stuartii) beschouwd.

## Kenmerken
A. subtropicus is de grootste van de verwanten van Stuarts breedvoetbuidelmuis. De bovenkant is bruin, de onderkant lichter. De voeten zijn bedekt met wat lichtbruine haren. De dunne, vrij korte staart is olijfbruin. De kop-romplengte bedraagt 94 tot 136 mm, de staartlengte 64 tot 106 mm en het gewicht 52 tot 67 g voor mannetjes en voor vrouwtjes 24 tot 32 g. Vrouwtjes hebben 8 mammae.

## Voorkomen
De soort komt voor in Oost-Australië van Gympie (Queensland) tot iets voorbij de grens van New South Wales, in bos tot op 1000 m hoogte. Deze insectenetende soort kan zowel op de grond als in bomen gevonden worden. Na de paartijd in september sterven alle mannetjes. Na de draagtijd van 25 of 26 dagen blijven de jongen nog vijf weken in de buidel.
Antechinus adustus · Antechinus agilis · Antechinus argentus · Antechinus arktos · Antechinus bellus · Geelvoetbuidelmuis (Antechinus flavipes) · Antechinus godmani · Antechinus leo · Antechinus mimetes · Antechinus minimus · Antechinus mysticus · Stuarts breedvoetbuidelmuis (Antechinus stuartii) · Antechinus subtropicus · Antechinus swainsonii · Antechinus vandycki